# Kenneth G. Ryder
Kenneth Gilmore Ryder (Brockton, Massachusetts, 1924. április 30. – 2012. október 29.) 1975 és 1989 között az Északkeleti Egyetem negyedik rektora. 1949-től történelmet oktatott, 1955-től pedig különböző adminisztratív munkaköröket töltött be.

## Élete

### Fiatalkora
Szülei Russell Gilmore Ryder első világháborús veterán és telegráfkezelő, valamint Etta Carr Ryder. Középfokú tanulmányait a brocktoni iskolában végezte; beszédképességeinek köszönhetően 1940-ben ő mondhatta el a ballagási beszédet. Az Augustus Howe Buck ösztöndíj elnyerésével a Bostoni Egyetem (BU) hallgatója lehetett. Ryder tanulmányairól a következőket mondta: „apám szerint a jog az ideális szakma, és én is ezt tűztem ki célul”.
Az ösztöndíj nélkül nem lehetett volna egyetemi hallgató, és ez befolyásolta gondolkodásmódját: „apám elvesztette állását, én pedig iskola után és nyaranta is segítettem neki. A Harvard és a Boston hallgatója szerettem volna lenni, de ekkorra feladtam a főiskola ötletét. Egy oktatóm erőltette, hogy jelentkezzek a BU-ra, és felvettek. Azonban ez lehetetlen lett volna az ösztöndíj nélkül. Az ösztöndíj befolyásolta azzal kapcsolatos nézeteimet, hogy az embereket – pénzügyi hátterüktől függetlenül – képességeik kibontakozása érdekében főiskolára segítsük”.
Alapdiplomáját a Bostoni Egyetemen, mesterdiplomáját pedig a Harvardon szerezte meg. Alapfokú tanulmányait a második világháború kitörése miatt hat év alatt fejezte be.

### A haditengerészetnél
A Pearl Harbor-i csata után egy hónappal jelentkezett a haditengerészethez, ahova 1942. december 10-én, 18 éves korában vették fel. Tanulmányait megszakítva elkezdte a több hónapos kiképzést, melynek végeztével a Csendes-óceán térségébe vezényelték. A kiképzés része volt a 32 hetes navigációs és kommunikációs oktatás is. Ryder ezt a New York állambeli Plattsburghben töltötte, majd a USS LCI (L) 803 hajón kezdte meg szolgálatát.

### A második világháborúban
1944-ben az okinavai csatában részt vevő USS LCI (L) 803 hajó kommunikációs tisztje lett. 1944. augusztus 20-án a hajó teljes személyzetével együtt New Yorkba vezényelték.
A hajóra a japánok többször is bombát dobtak, melynek következtében súlyos sérüléseket szenvedett. Hirosima és Nagaszaki bombázása idején a járművet a szükséges javítások idejére Leytére vezényelték, majd a háború végével visszaküldték Okinavába. A Buckner-öböli tájfunban kisebb sérüléseket szenvedett és elvesztette két horgonyát is. A hajó 1945. szeptember 30-án jelen volt a tiencsini partraszállásnál, majd visszatért az USA-ba.
Antoinette Fredrick könyvében a következőket írja le: „a háborúval a fiatal hadnagy első kézből tapasztalhatta meg a nyugati világ legjelentősebb konfliktusát; az amerikai történelem mellett ez állt tudományos pályafutásának középpontjában. »Ráeszméltem, hogy soha, senkivel nem akarok harcolni« – mondta később. »Ritkán találkoztam olyannal, akit ne kedveltem volna, és olyannal sem, akire valaha is haragudni akartam volna. A háború megerősítette bennem ezt az érzést – hogy a problémákat meg lehet beszélni«.”

#### Katonai kitüntetései
Rydert a Csendes-óceáni és amerikai csatákban, valamint a Fülöp-szigetek felszabadításában való részvételéért is kitüntették.

## Az Északkeleti Egyetem munkatársaként
A világháborúból visszatérve befejezte alapfokú tanulmányait, majd beiratkozott a Harvardra.
Később a Cambridge Junior College, majd az Északkeleti Egyetem oktatója lett. Segítőkészsége és oktatási módszerei miatt széles körben kedvelték. 1953-ban adjunktus, 1956-ban pedig docens lett, majd adminisztratív pozíciókat is betöltött: először dékán, a tanulmányi hivatal vezetője, majd rektorhelyettes lett; végül Asa S. Knowles nyugdíjba vonulásával rektorrá léptették elő.
Regnálása alatt a campus jelentősen zöldült, az aszfaltot felváltották a virágok; új épületek és telephelyek nyíltak, valamint sportcsarnokot is vásároltak. Ryder legfontosabb feladatának az új könyvtár kialakítását tekintette.
Ryder hajthatatlan volt: mindenképpen új könyvtárat kell építeni. Habár nem álltak rendelkezésre a szükséges források, 1981-ben tervpályázatot hirdettek. 1983 januárjában az Architects Collaborative nyerte el az öt szintes, 22 ezer négyzetméteres könyvtárépületre szóló megbízást. Csak 1986 szeptemberében, három év intenzív munkát követően sikerült forrásokat biztosítani – 13,5 milliót a Védelmi Minisztériumtól, ötmillió pedig George Snell kuratóriumi tagtól és öregdiáktól – ez reményt adott arra, hogy a projekt megvalósulhat. Még egy év eltelt az alapkőletételéig és további három, mire a könyvtár 1990 őszén megnyílt. Habár Ryder 1989-ben nyugdíjba vonult, a könyvtár megnyitására rektori pályafutásának megkoronázásaként kell tekintetünk.
A fizikai terjeszkedés mellett elkötelezett volt az oktatás javításában is. Mivel a történelem tanszékről érkezett, személyes elköteleződést érzett a művészetek és a bölcsészettudományok iránt, emellett pedig megértette, hogy az egyetem a fejlődésben lévő műszaki területen is jelentős szerepet tölthet be: 1982-ben itt nyílt meg az ország első informatikai főiskolája. 1978-ban megalapították a kutatásokért és ösztöndíjakért felelős bizottságot.
1978-ban megalapította az Oktatási Kiválóságdíjat, 1983-ban pedig az Oktatásfejlesztési Alapot.
Regnálása idején jelentős figyelmet fordított az egyetem kooperatív képzésére: azt szerette volna: hogy a programra nem tanulmányi ösztöndíjként, hanem munkalehetőségként tekintenének. A partnercégek száma bel- és külföldön is növekedett, Ryder pedig 1981-ben a kooperatív oktatási világszervezet elnöke lett. Részt vett a bostoni iskolák deszegregációjában, az egyetemet pedig bevonta a város- és vasútfejlesztést célző Southwest Corridor Projectbe. 1976-ban létrehozta az Északkeleti Egyetem Közösségfejlesztési Hivatalát. Szeretett volna jó kapcsolatot kialakítani az egyetem és a törvényhozók között, ezért 1979-ben megalapította a Kormányzati Kapcsolatokért Felelős Hivatalt. Ryder személyisége és beszédstílusa miatt nagyon népszerű volt.
Ken óriási előadó volt. A hangja rezonáló, a hangszíne tökéletesen eltalált volt. Úgy tudott beszélni, mintha négyszemközt lennénk; akkor is, ha a pódium másik oldalán 800-an hallgatták, ha az íróasztal másik oldalán 40 szenátor állt és akkor is, ha az asztalnál hat bizottsági taggal állt szemben. Ken mindig rögtönzöttnek tűnt. Soha nem tartott előre megírt beszédet. Nem szövegből olvasott fel, hanem felnézett, szemkontaktust teremtett és beszélt. Ez a tehetség, amelyet mindenki megjegyzett, aki Ryderrel beszélt, azt az érzést keltette, hogy a rektor valóban velük és nem nekik beszél, és ez hozzájárult a jó kapcsolat kialakításához.
Tizennégy éves rektori pályafutását követően 1989-ben beadta lemondását; miután utódját, John A. Curryt kinevezték, a szenátori pozíciót töltötte be. 2004-ben, nyolcvan évesen vonult nyugdíjba.

## Könyvei
- Cooperative Education in a New Era. (angolul) Allen (Texas): James W. Wilson and Associates. 1986.

## Fordítás
- Ez a szócikk részben vagy egészben  a   Kenneth G. Ryder című angol Wikipédia-szócikk ezen változatának fordításán alapul.  Az eredeti cikk szerkesztőit annak laptörténete sorolja fel. Ez a jelzés csupán a megfogalmazás eredetét és a szerzői jogokat jelzi, nem szolgál a cikkben szereplő információk forrásmegjelöléseként.